# Hans Müller (Politiker, 1949)

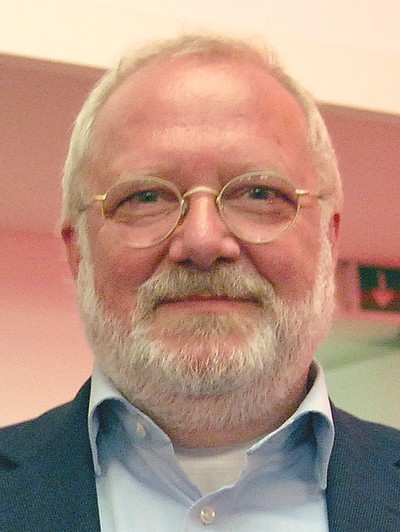
Hans Müller (2011)

Hans Müller (* 4. Januar 1949 in Bendorf) ist ein deutscher Politiker (SPD).

## Leben und Beruf
Nach dem Besuch der Volksschule und der Handelsschule absolvierte Müller von 1965 bis 1968 eine Verwaltungslehre in Koblenz und war danach bis 1969 als Verwaltungsangestellter tätig. Anschließend besuchte er bis 1972 die Höhere Fachschule für Sozialarbeit und Wirtschaft in Essen, die er als Sozialarbeiter (grad.) beendete. Anschließend übernahm er die Leitung des Psycho-Sozialen Dienstes des Caritasverbandes Neuwied. 1988 wechselte er als Mitarbeiter an die Behörde für Schule, Jugend und Berufsbildung in Hamburg. Von 1990 bis 1996 leitete er dann die AWO-Drogenhilfe in Lübeck und übernahm 1997 die Suchthilfekoordination beim Lübecker Gesundheitsamt. 1999 kehrte er zur AWO zurück und leitete bis 2000 die Drogenhilfe in Lübeck und Ostholstein.
Hans Müller ist verheiratet und hat zwei Kinder.

## Partei
Müller trat 1989 in die SPD ein und gehört seit 1999 dem SPD-Kreisvorstand in Lübeck an.

## Abgeordneter
Müller war von 2005 bis 2012 Mitglied des Landtages von Schleswig-Holstein und war stellvertretender Vorsitzender des Bildungsausschusses.
Hans Müller zog als direkt gewählter Abgeordneter des Landtagswahlkreises Lübeck-Ost in den Landtag ein. Bei der Landtagswahl 2005 erreichte er 45,2 %Prozent der Erststimmen. Bei der Landtagswahl in Schleswig-Holstein 2009 wurde er mit 34,7 Prozent der Erststimmen wiedergewählt.